# Lunca Banului
Lunca Banului là một xã thuộc hạt Vaslui, România. Dân số thời điểm năm 2002 là 3951 người.